# Sally Yates
Sally Caroline Quillian Yates (ur. 20 sierpnia 1960 w Atlancie) – amerykańska prawnik, w okresie od 10 marca 2010 do 10 stycznia 2015 sprawowała funkcję prokuratora federalnego dla Północnego Dystryktu Stanu Georgia, od 10 stycznia 2015 do 30 stycznia 2017 – wiceprokurator generalny Stanów Zjednoczonych. Przez 10 dni, od 20 stycznia 2017 do 30 stycznia tego roku, pełniła funkcję p.o. prokuratora generalnego Stanów Zjednoczonych.
W styczniu 2017 po objęciu funkcji p.o. prokuratura generalnego weszła w konflikt z nową administracją prezydenta Donalda Trumpa w sprawie rozporządzenia wykonawczego 13769 dotyczącego zakazu wjazdu do USA dotyczącego obywateli niektórych krajów muzułmańskich. W liście do pracowników Departamentu Sprawiedliwości stwierdziła, że nie widzi możliwości wykonywania i bronienia przez departament tego rozporządzenia. Kilka godzin później została odwołana ze stanowiska. Zastąpił ją Dana Boente.